# Selma Lagerlöf
Selma Ottilia Lovisa Lagerlöf (20. november 1858 på herregården Mårbacka i Sunne, Värmland - død 16. marts 1940 samme sted) var en svensk forfatter. Hun var en af de tidlige svenske nyromantikere og fik sit gennembrud med Gösta Berlings saga (1891).
Hun engagerede sig politisk blandt andet i kampen for stemmeret til kvinder. Da nazisterne kom til magten i Tyskland, hjalp hun mange tyske intellektuelle og kunstnere med at flygte. Under Vinterkrigen gav hun sin nobelguldmedalje væk for at støtte Finland økonomisk.

## Liv og forfatterskab
Hun uddannede sig 1882-1885 i Stockholm til lærerinde og underviste på Landskronas Pigeskole i 10 år fra 1885 til 1895. I de år skrev hun første kapitel til Gösta Berlings Saga. Hun sendte det ind til en forfatterkonkurrence og fik tilbud om at få udgivet hele bogen. Da den udkom, blev der ikke lagt særlig mærke til den; men en god kritik fra Georg Brandes gjorde både bogen og forfatteren til vigtige dele af den svenske nyromantiske bevægelse.
Hun bosatte sig i Falun, besøgte Det hellige land fra 1900-1901 og generhvervede sin barndomsgård Mårbacka. Da hun med sin første bog vakte opsigt verden over, blev hun i sit hjemland udmærket på enhver tænkelig måde og fik som den første svensker Nobelprisen 1909 og optoges som den første kvinde i Det svenske Akademi, de Aderton, i 1914.
Det var svært for hende at finde en form i de digte og fortællinger, som trængte sig på og ville ud til folk. I tidsskriftet "Dagny" offentliggjorde hun ganske vist nogle sonetter, men värmlandsindtrykkene ville hverken passe til vers eller til den nøgterne stil, som var gældende i 1890'ernes politiske Sverige. Det var herefter, at hun i et højstemt sprog nedskrev nogle kapitler, som skulle gøre det ud for en novelle, og derfor til stor forundring for hende selv at hun vandt Iduns Præmie i 1890, hvilket gav hende mod. Året efter udkom "Gösta Berlings saga" i to bind, og den blev snart oversat til de fleste europæiske sprog samt adskillige uden for Europa. Det gjaldt også hendes senere bøger.
I 1894 udkom novellesamlingen Usynlige lænker, som i første omgang skuffede mange af hendes beundrere; den udkom i nye oplag, til dels med andre noveller, som den i 1895 udkomne Et æventyr i Vineta i stedet for Fru Fasta och Peter Nord.
Mange betragtede også hendes næste større bog Antikrists mirakler (1897) som en novellesamling, skønt den ligesom Gösta Berlings saga er en gennemarbejdet roman, en skildring af siciliansk folkeliv og af den arbejderbevægelse, som kæmpede sig frem mod den nedarvede religion. Dronninger i Kungshelle og andre fortællinger (1898) er derimod noveller, men af den lødigste art, hvad enten man tænker på dén om "Margareta Fredkullas offer" eller den lille programnovelle om illusionens, forsynstroens betydning, Kejserindens skattekiste eller Gudsfreden, hendes første svenske hjemstavnsskildring, når dette ord forstås i betydningen "bondeskildring". Samme år udkom hendes lille bog En herregårdshistorie, en poetisk menneskeskildring. Kritikere mente, det var utænkeligt, at hun kunne nå en inderligere forbindelse mellem form og indhold, men så kom Rejsen til det hellige Land, og den uddybede hendes hjemstavnsfølelse og gav hende evnen til at se det fremmede i solglans og gråvejrsstemning. 
Jerusalem, hvis første bind, "I Dalarne", udkom i 1901, andet bind, "I det Hellige land", fra 1902, overraskende ikke som hendes debutbog 11 år tidligere, men blev betragtet som betydeligere, sandere og mægtigere. Hvor Gösta Berlings saga er som leg og munter spøg, er "Jerusalem" alvorstale på en måde, som ingen før har kendt, fordi realisme og vision har indgået forbindelse. Alene indledningskapitlet og slutkapitlet i første del hævder bogen som én af sin tids ypperste virkelighedsbøger, og prosadigte som "Korsbæreren", "Paradisbrønden" fra sidste del, har ingen poet digtet sidestykke til, og så bæres hele skildringen af en stille patos, som giver bogen dybde og værd. Kristuslegender (1904) og Hr. Arnes penge (samme år) er nye noveller, den sidste om en forbandelse fra gamle dage, skildret med hendes milde sindelag, men så knugende og stærkt, at adskillige ikke forstod den. Legenderne blev derimod forstået af de fleste: "Rødhalsen" og "Flammen" fik (som en kritiker udtalte) enhver, der havde tårer, til at græde.
På opfordring skrev hun den svenske læsebog for de svenske skoler: Niels Holgersens forunderlige rejse (1906-07), som bærer hendes præg mange steder og viser hendes evne til at forene korte historier med den lange fortælling, der binder værket sammen. En saga om en saga udgav hun, da hun fyldte 50 år. Heri fortæller hun om sit gennembrud og giver ypperlige hjemstavnsbilleder og prosadigte i tilgift. Men så kom Liljecronas hjem (1911), den bog, som i tone og indhold mest ligner debutbogen, men er fastere i formen. Hovedpersonen er en romantisk helt med dæmonisk natur, violinspilleren, som ved sit spil forvoldte sin kærestes død. Forfatterindens evne til at poetisere og forsvare livets og hjertets ret er ideen, og samme anskuelse gælder de næste romaner, Køresvenden (1912) og Kejseren af Portugalien (1914). Mest levende fremtræder grundanskuelsen i den sidstnævnte, eksempelvis gennem "Kejserens" kones forsvar af husbonden, hvor det hedder sig, at han af Vorherre har fået skærm for øjnene, så han ikke behøver at se, hvad han ikke kan tåle at se. Forfatterinden viser her som ofte før sin evne til at skildre og forklare de mennesker, hvis "forstand er hos Gud", de naive, de enfoldige, de åndssløve. 
Novellesamlingerne Trolde og mennesker, I-II (1915-1921) og Mårbacka (1921) viser igen, hvor sikker hun er i den novellistiske legende- og eventyrform, og i sin roman Bandlyst (1918) har hun ladet sig inspirere af krigens, blodsudgydelsens vederstyggelighed, og tro mod sit forfatterskab og sit sind sætter hun det enkelte menneskes kamp og sejr over sig selv op imod massernes blindhed. Men stiller man denne bog sammen med de bedste af hendes tidligere, kan den som i en sum vise, hvori dette forfatterskab har sin styrke og sin svaghed: Hvad hun som barn og i sin ungdom har hørt og set, er så at sige vokset i hendes sind, og med en sjælden frodig fantasi griber hun det, former det på en ejendommelig måde. Kapitlerne, hvori indtrykkene er nedlagt, synes ved første øjekast at være afrundede og afsluttede afsnit, men de viser sig bagefter at samle sig til en enhed. I "Gösta Berlings saga" og i Jerusalem synes man først at få et enkelt menneskes, nogle få menneskers sande livsskæbne fortalt, men det er et sogns, en hel landsdels, ja næsten hele landets historie, som drages frem i de skiftende, maleriske eller poetiske skildringer. Men menneskene selv bliver da lige som lidt borte, man får forklaringer fra omverdenen, fra fortiden, men de, som i kunsten søger mennesket, menneskets dybeste og alvorligste udvikling og kampe, får ikke alt hos hende. Naturen, folket, hjemmet og glæden over livet strømmer derimod stærkt og rigt i hendes bøger, og derfor har de gjort hende til den mest læste nordiske forfatter. 
Hun har ligeledes præget udlandets syn på Sverige, idet den svenske nation betragtes som "Selma Lagerlöfs Sverige", og da er Sverige et bemærkelsesværdigt land med ejendommelige mennesker i by og på land; de tænker storsindet om hverdagen, og deres helligdage er fest, for livs-entusiasmen synger sin højsang i deres årer som i hver linje, der stammer fra forfatterindens bankende hjerte.

### Brevveksling
Et dybere billede af Selma Lagerlöf fremkom, da brevvekslingerne med Lagerlöfs to nære venner og livskammerater, Sophie Elkan (Du lär mig att bli fri, 1992) og Valborg Olander (En riktig författarhustru, 2006) er blevet offentliggjort. I brevene beskrives en stærk hengivenhed til begge kvinder, og der eksisterede formentlig en kraftig rivalisering mellem Lagerlöfs to nære veninder (en rivalisering, som dog kan have drejet sig om både venskab og kærlighed), noget som Elin Wägner har berørt i sin biografi om Lagerlöf (1942-43), med støtte i brevvekslingen mellem Olander og Lagerlöf og samtaler med Valborg Olander. Det er muligt, at Wägner også havde læst dele af Selmas breve til Sophie Elkan, som først blev tilgængelige for forskere i 1990. Kærlighed mellem personer af samme køn var på den tid ikke accepteret, men grænsen mellem sproglige udtryk for venskab og kærlighed var mere flydende end senere, hvilket var en arv fra romantikken, som alle tre kvinder var stærkt prægede af.
Forfatterindens breve til moderen udkom i 1998 under titlen Mammas Selma.

## Værker
Lagerlöfs bøger handler gerne om bondelivet i Sverige; men hendes fortællinger er snarere romantiske end realistiske. Hun indvævede bl.a. gamle fortællinger og historier i dét, hun skrev. En af hendes mest kendte bøger er Nils Holgersens forunderlige rejse.
- 1892: Gösta Berlings saga (roman) Gösta Berlings saga Autoriseret oversættelse af Ida Falbe-Hansen, København, Gyldendalske Boghandels Forlag (F. Hegel & søn), 1895 på da.wikisource.org
- 1894: Usynlige Lænker [Noveller]
- 1895: Et Æventyr i Vineta (roman)
- 1897: Antikristens Mirakler (roman)
- 1899: En Herregårdshistorie (roman)
- 1899: Legender Og Fortællinger (noveller)[4]
- 1901: Jerusalem (roman)
- 1903: En Hverdagshistorie (roman)
- 1904: Dronninger i Kongshelle (noveller)
- 1904: Hr. Arnes Penge (roman)
- 1904: Kristuslegender (noveller)
- 1906: Nils Holgersens forunderlige rejse (roman) [5]
- 1912: Køresvenden (roman)
- 1914: Kejseren af Portugalien (roman)
- 1915: Trolde Og Mennesker (noveller)
- 1916: Liljecronas Hjem (roman)
- 1918: Bandlyst (roman)
- 1922: Mårbacka (biografi nummer et)
- 1925: Historien om Familien Löwensköld (roman)
- 1928: Anna Svärd
- 1930: Et Barns Erindringer (biografi nummer to)
- 1932: Dagbog (Biografi nummer 3)
- 2003: Mårbacka (samling af de tre autobiografier Mårbacka, Et Barns Erindringer og Dagbog)

## Udmærkelser
- Lagerlöf fik Nobelprisen i litteratur i 1909 og blev medlem af Svenska Akademien, som uddeler prisen, i 1914.
- Hendes portræt har været på den svenske 20-kroneseddel siden 1991.
- Hun har fået veje opkaldt efter sig i flere danske byer og bydele: Selma Lagerløfs Vej i Sønderborg og i Aalborg; Selma Lagerløfs Allé i Søborg, Gladsaxe Kommune.

## Billedgalleri
- Selma Lagerlöf og Valborg Olander på Skodsborg Badesanatorium, i 1930'erne.
- Selma Lagerlöf i 1908, malet af Carl Larsson.
- Frimærke fra Sovjetunionen, 1959.